# Deleitosa
Deleitosa – gmina w Hiszpanii, w prowincji Cáceres, w Estramadurze, o powierzchni 144,21 km². W 2011 roku gmina liczyła 799 mieszkańców.